# Kościół Wszystkich Świętych w Mórkowie
Kościół Wszystkich Świętych w Mórkowie – rzymskokatolicki kościół parafialny należący do parafii pod tym samym wezwaniem (dekanat święciechowski archidiecezji poznańskiej).
Świątynia została wzniesiona w 2 połowie XVI wieku, dzięki staraniom Kotwiczów-Dłuskich.
Do prostokątnego, dwunawowego korpusu jest dobudowane niższe i węższe, kwadratowe prezbiterium, z zakrystią umieszczoną od strony północnej. Przy zachodniej ścianie nawy znajduje się wybudowana w 1909 roku wieża, w dolnej partii posiadająca konstrukcję szachulcową, powyżej drewnianą, zakończona dachem hełmowym z latarnią. Gwiaździste sklepienia naw oparte są na dwóch filarach, umieszczonych na osi świątyni. Prezbiterium nakrywa stropem kasetonowy z 1931 roku. Neogotycki ołtarz główny powstał w XIX wieku.
Z dawnych czasów kościół posiada dwie późnorenesansowe płyty wykonane z piaskowca, z płaskorzeźbionymi wizerunkami zmarłych: Wojciecha Dłuskiego (zmarłego w 1574 roku), przedstawionego jako stojący rycerz, oraz młodzieńca z rodziny Kotwiczów-Gorczyńskich (z 4 ćwierci XV wieku), przedstawionego jako chłopca w renesansowym stroju.